# Веттергорн
Веттергорн — це гора висотою 3 692 м.н.м. в Бернських Альпах, розташована в кантоні Берн, Швейцарія. Гора височить над селищем Грінделвальд та є його символом.

## Опис
Веттергорн є однією з трьох гір під назвою «Веттергорни», майже однакової висоти і розташованих на одному масиві. Найвищою вершиною з трьох насправді є Міттельгорн (3 704 м.н.м.), а найбільш віддаленим від долини у підніжжі — Розергорн (3 689 м.н.м.). Через те, що три вершини схожі між собою та розташовані майже на одній лінії зору з с. Грінделвальд, Міттельгорн та Розенгорн з селища та долини маже не помітні.
Раніше гора була відома під назвою Гасле Юнгфрау (нім. Hasle Jungfrau).

## Історія підкорень
Вершина Веттергорну була вперше підкорена 31 серпня 1844 року провідниками з Грінделвальду Гансом Яуном та Мельхіором Баннгольцером, через три дні після того, як вони супроводили велику експедицію, організовану геологом Едуардом Дезором, на перше сходження на Розенгорн. Перше сходження на Міттельгорн було здійснено тими самими провідниками 9 липня 1845 року разом з третім провідником, Каспаром Абпланальпом, а також Kaspar Abplanalp, зі С. Т. Спіром з міста Інтерлакен, сином шотландського доктора.
У Великій Британії, однак, найбільш відомим є підкорення вершини у вересні 1854 року експедицією, в яку входив Альфред Віллс. Вочевидь він вірив у те, що здійснив перше сходження, і його опис цього підйому у книзі «Мандрівки Високими Альпами» (1856 р.) допоміг зробити альпінізм модним у Британії та підштовхнув систематичне дослідження Альп британськими альпіністами, так звана золота доба альпінізму. Незважаючи на наявність добре задокументований більш ранніх успішних сходжень на Веттергорн і той факт, що на вершину він зійшов за провідником, навіть у його некролозі в 1912 році йшлося про те, що він «перший, про кого можна сказати з упевненістю, хто справді стояв на вершині Веттергорну» (тобто на висоті 3 692 м.н.м.) У подальших коригуваннях, редактори визнали два більш ранніх сходження, але все одно вважали його «першим повністю успішним».
В 1866 році, Люсі Волкер стала першою задокументованою жінкою на вершині Веттергорну.
Відомий провідник та мешканець Грінделвальду Крісттіан Альмер за життя багато разів здійснював сходження на Веттергорн, включно з першим — разом з Метою Бревоорт та її племінником В. А. Б. Куліджем у 1868 році, та останнім — у 1898 році, коли у 70-річному віці він здійснив сходження разом з дружиною для святкування їхнього золотого весілля.
Вінстон Черчилль також здійснив сходження на Веттергорн, в 1894 році.

## Галерея видів

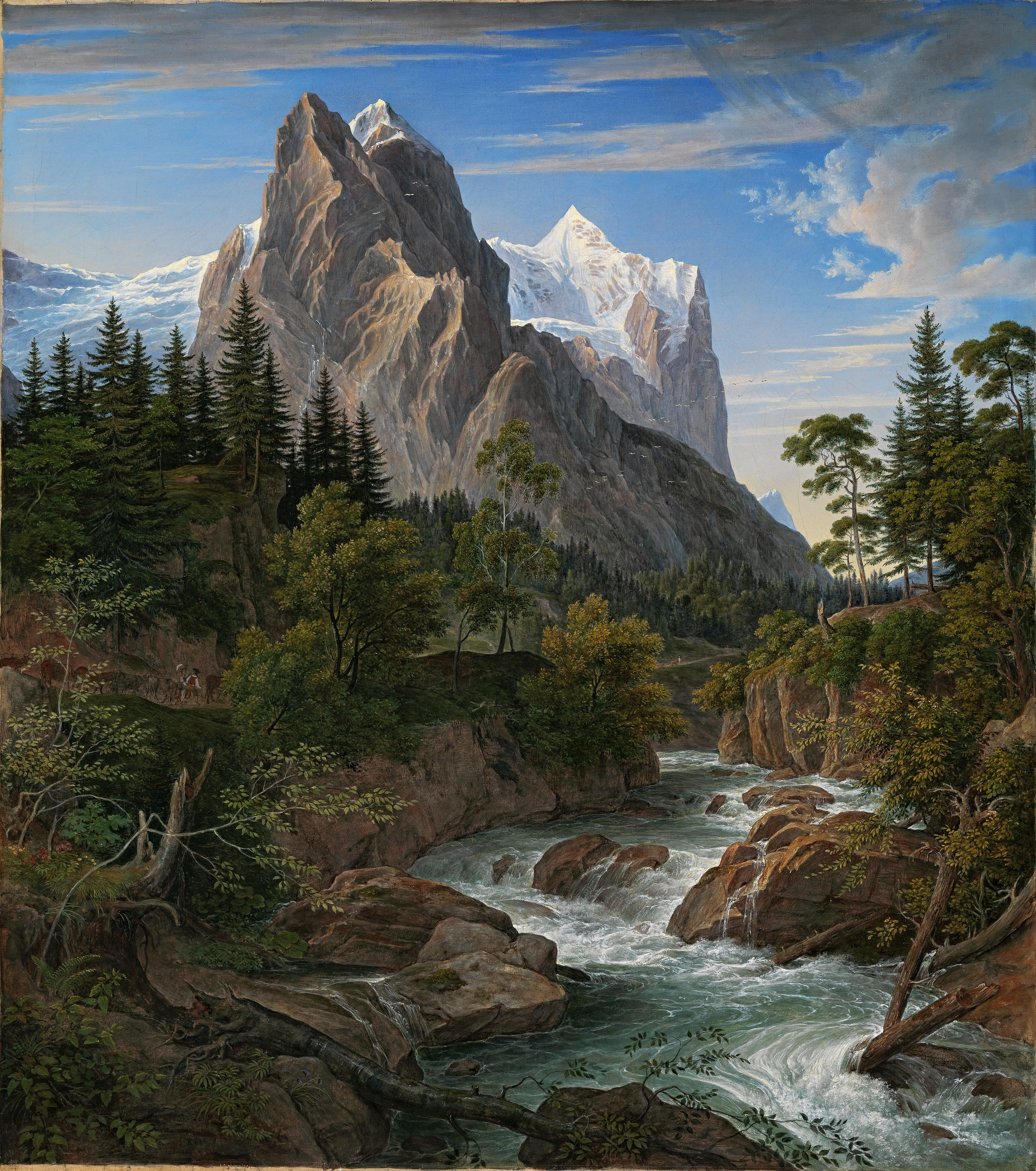
Джозеф Антон Кох, Веттергорн з долиною Райхенбах, 1824
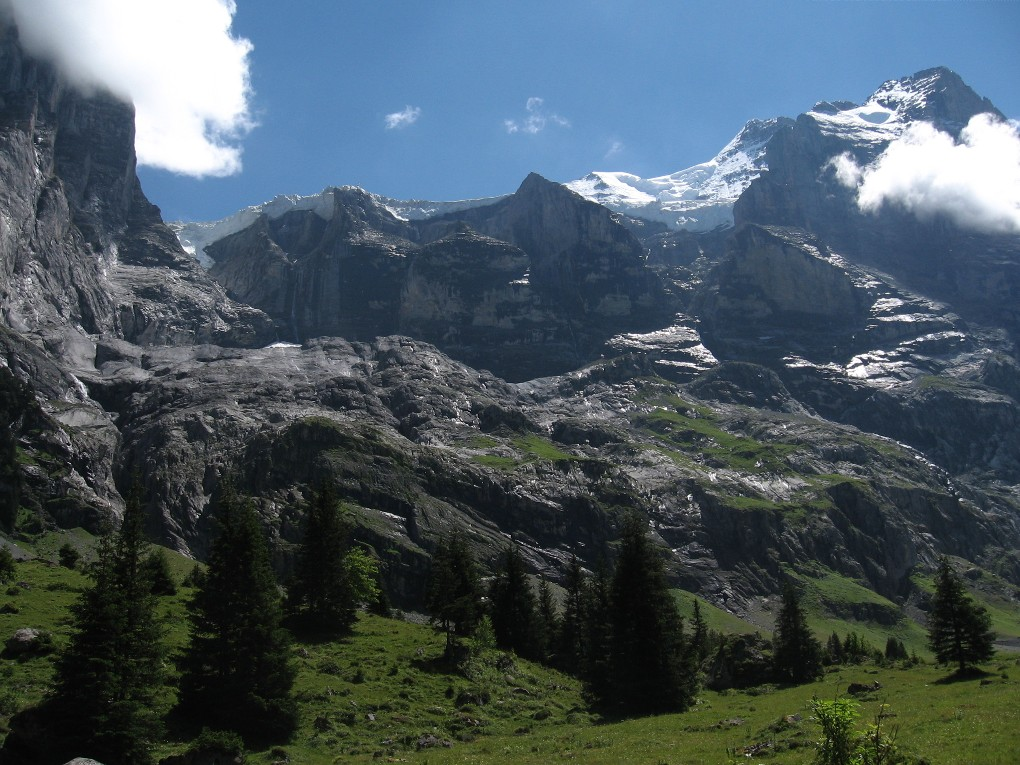
Вид на Веттергорн (справа) з північного сходу, від Швандлбоден
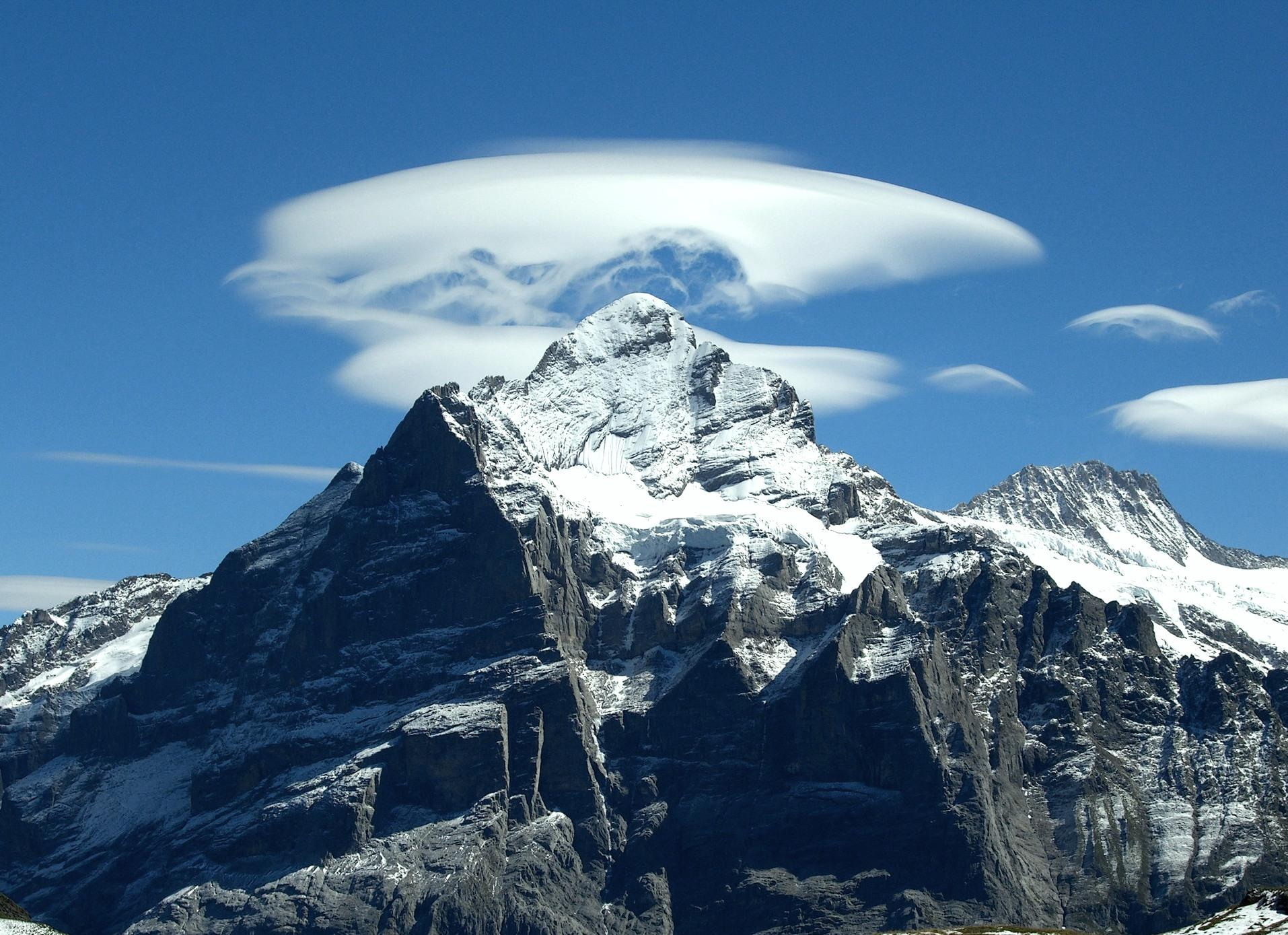
Вид на Веттергорн над Грінделвальдом
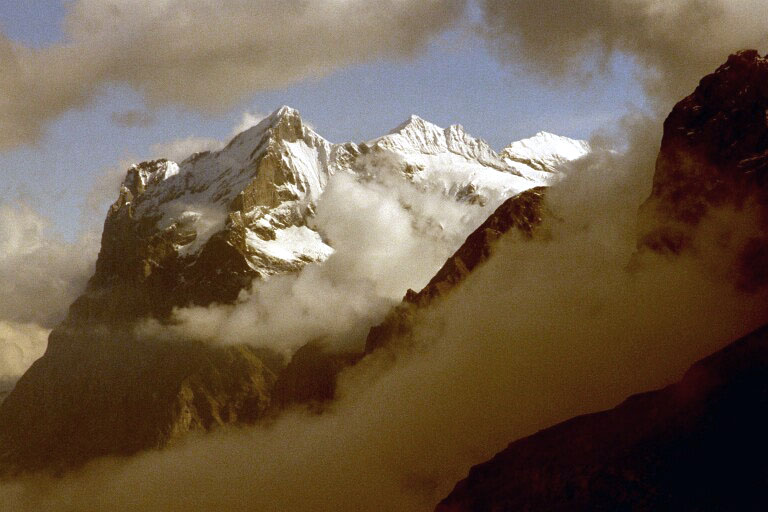
Вид на Веттергорн від Ротштока
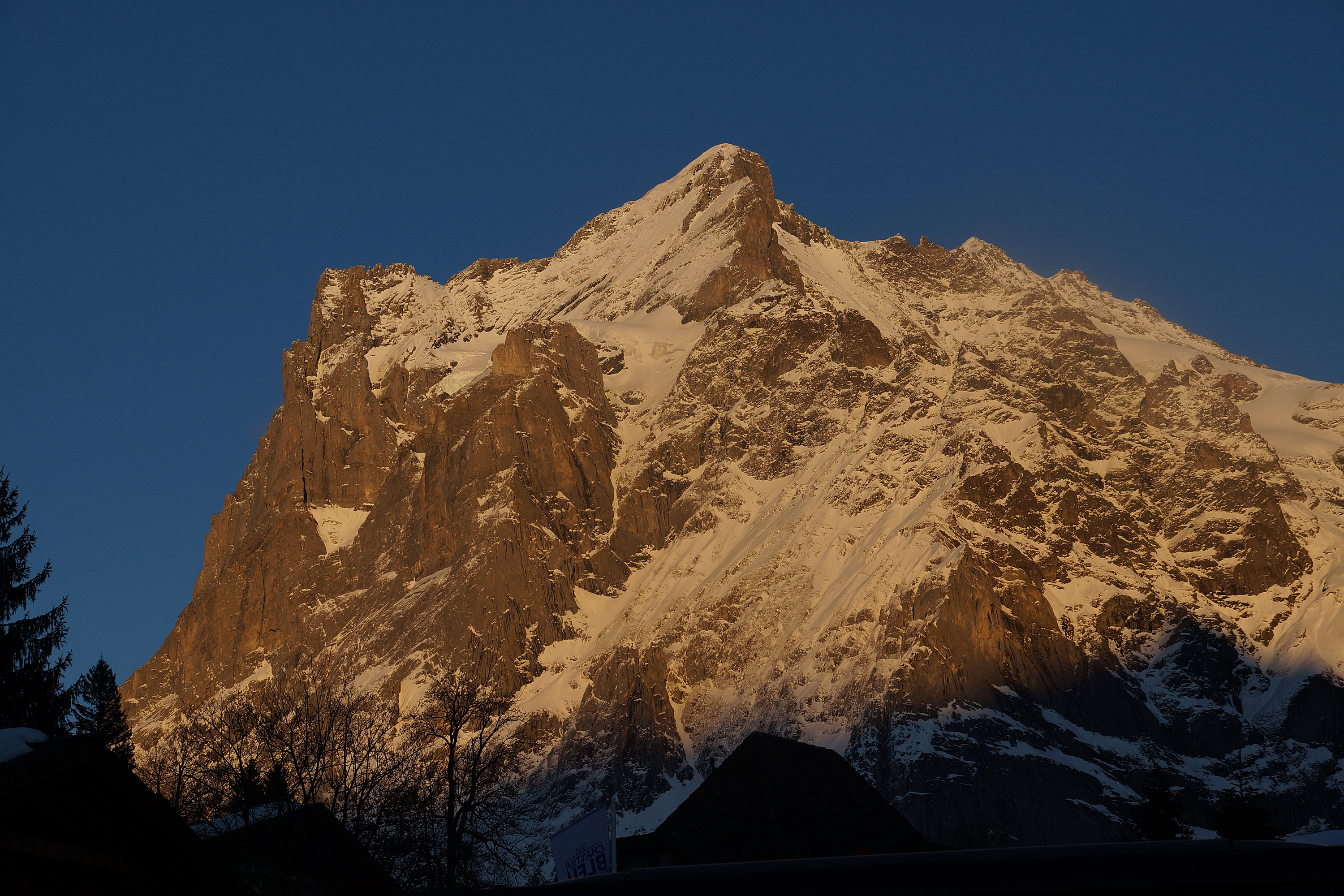
Веттергорн на вечірній зорі
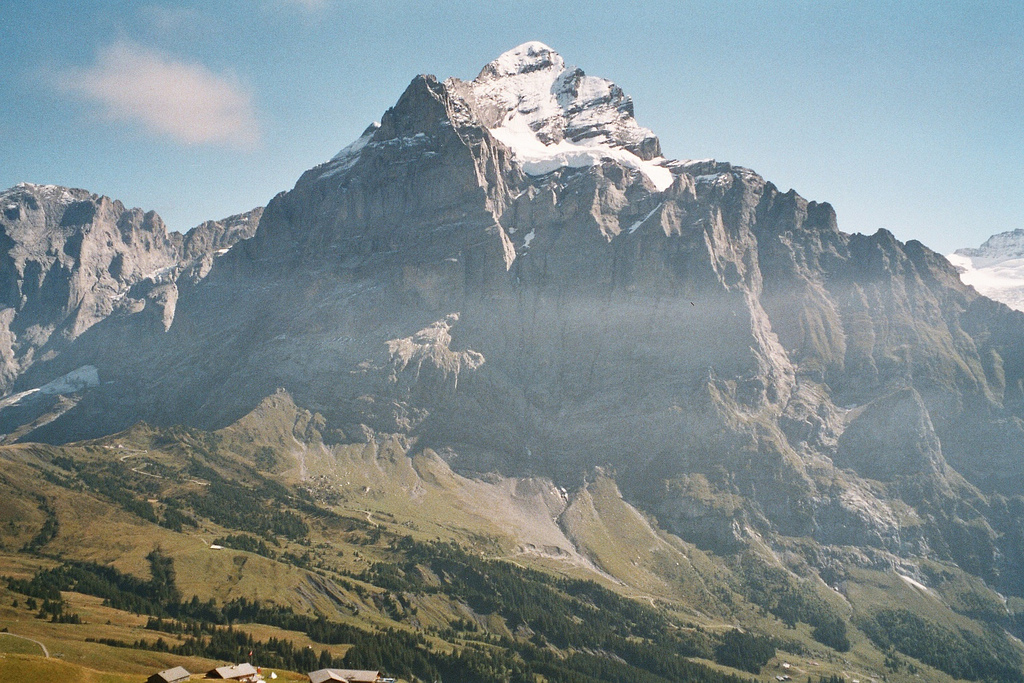
Веттергорн та перевал Гроссе Шайдегг

## Канатна дорога Веттергорн
На вершині Веттергорну планувалося зробити верхню станцію першої в Швейцарії та однієї з перших в світі пасажирської канатної дороги, але з усієї траси збудували лише нижню чверть. Ця чверть працювала до початку Першої світової війни.

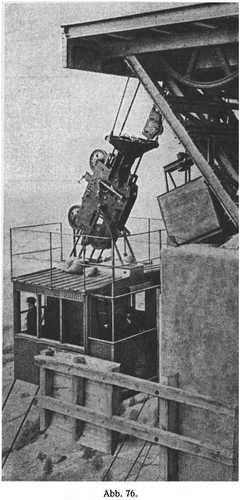
Гірська станція та кабіна канатної дороги Веттергорн

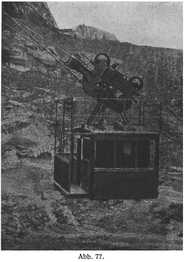
Кабіна канатної дороги Веттергорн

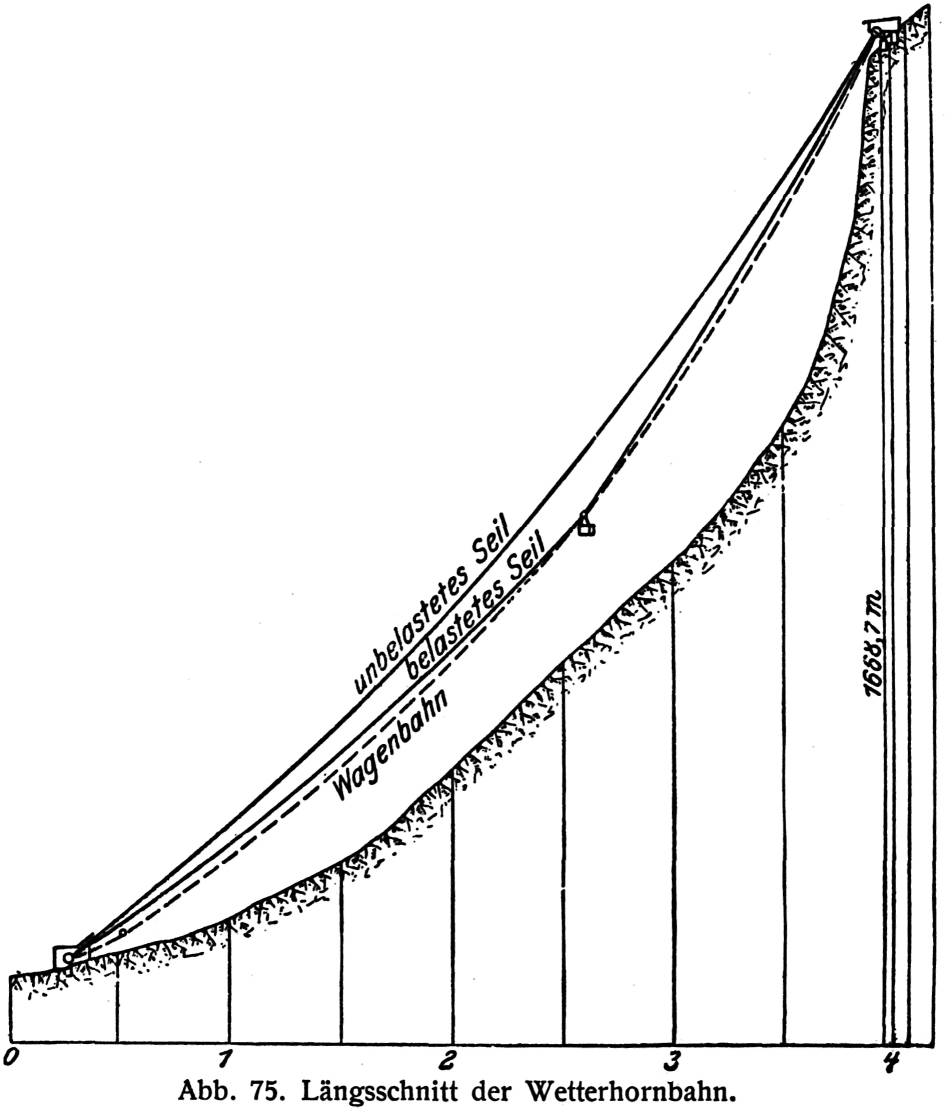
Подовжній перетин канатної дороги Веттергорн

### Історія канатної дороги
В 1905 році біля Грінделвальду розпочалось будівництво першої швейцарської канатної дороги на Веттергорн. Спочатку передбачалось, що вона буде підніматись чотирма секціями на самісіньку вершину.
Відкриття першої (нижньої) секції було 27 липня 1908 від готелю «Веттергорн» на схід від Грінделвальду до висоти 1677 м.н.м. Канатна дорога була комбінацією ліфта та підйомника з двома несучими тросами.
Дорога проходила над язиком льодовика Верхній Грінделвальд до лук на верхньому кінці тропи Іш, де й до сьогодні під тропою до прихистку Glecksteinhütte видно руїни гірської станції Енґе, вбудованої в скелю над верхньою частиною льодовика Грінделвальд у підніжжя Веттергорну.
Від цієї гірської станції канатної дороги, вона мала йти вздовж південно-західного кряжу Веттергорну до точки навпроти Крінненгорн.
Спочатку канатна дорога користувалась значним успіхом, але вже через шість років, в 1915 році її закрити через відсутність відвідувача з огляду на початок Першої світової війни. З різних причин, її більше не відкрили, зокрема неприйнятним було розташування гірської станції першого відрізку на крутому схилі малопривабливим.
Сьогодні з усього в наявності тільки руїни гірської станції Енґе, яка перебуває в процесі санування, щоб врятувати її від остаточного розпаду.

### Технічні дані
- Висота долинної станції: 1257 м.н.м.
- Висота гірської станції Енґе: 1677 м.н.м.
- Перепад висот: 420 м
- час підйому: 8,5 хв
- Місткість в один кінець: 110 осіб на годину
- Дві кабіни з 16 місцями (8 сидячих та 8 стоячих)

Репліки кабін можна побачити у Швейцарському музеї техніки та на місці, де раніше розташовувалась долинна станція.